# El último café (serie de televisión)
El último café es una serie de televisión emitida por Televisión española desde 1970 hasta 1972, con guiones de Alfonso Paso.

## Sinopsis
La serie narraba, en tono de comedia costumbrista, los avatares de un grupo de vecinos y amigos que habitualmente se reúnen en torno a la barra de un café de barrio. Entre los curiosos personajes que pueblan el local, se encuentran Felipe (el dueño), Antonio (el camarero), Carmela (la cajera), Edelmira (la señora de los lavabos) y un cliente que solo se conocía como El Escritor.